# فاسيلي مافتي
فاسيلي مافتي (1 يناير 1981 في رومانيا - ) هو لاعب كرة قدم روماني في مركز قلب الدفاع. شارك مع منتخب رومانيا لكرة القدم. أما مع النوادي، فقد لعب مع أونيريا أورزيتشيني ورابيد بوخارست وسي إف آر كلوج وكونكورديا كياجنا ونادي فولنتاري وTractorul Brașov ‏.

## وصلات خارجية
- فاسيلي مافتي على موقع قاعدة بيانات كرة القدم.إي يو (الإنجليزية)
- فاسيلي مافتي على موقع ناشيونال فوتبول تيمز (الإنجليزية)
- فاسيلي مافتي على موقع Soccerway.com (الإنجليزية)
- فاسيلي مافتي على موقع عالم كرة القدم.نت (الإنجليزية)
- فاسيلي مافتي على موقع AS.com (الإسبانية)